# Cochylis
Cochylis is een geslacht van vlinders van de familie bladrollers (Tortricidae), uit de onderfamilie Tortricinae.

## Soorten
- C. aestiva (Walsingham, 1900)
- C. aethoclasma Diakonoff, 1976
- C. anerista Razowski, 1984
- C. apricana Kennel, 1899
- C. argentinana Razowski, 1967
- C. arthuri Dang, 1984
- C. atricapitana - Sint-jacobsbladroller (Stephens, 1852)
- C. caesiata Gates Clarke, 1968
- C. caulocatax Razowski, 1984
- C. constantia Gates Clarke, 1968
- C. defessana (Mann, 1861)
- C. delicatulana Zeller, 1877
- C. dilutana Walsingham, 1879
- C. discerta Razowski, 1970
- C. disputabilis (Walsingham, 1914)
- C. dolosana (Kennel, 1901)
- C. dubitana - Blauwe distelbladroller (Hübner, 1799)
- C. epilinana Duponchel, 1842
- C. erromena Razowski, 1984
- C. eupacria Razowski, 1984
- C. eureta Razowski, 1984
- C. eutaxia Razowski, 1984
- C. eutheta Razowski, 1984
- C. exomala Razowski, 1984
- C. faustana (Kennel, 1918)
- C. flaviciliana - Regenboogbladroller (Westwood, 1854)
- C. formonana (Kearfott, 1907)
- C. heratana Razowski, 1961
- C. hoffmannana (Kearfott, 1907)
- C. hybridella - Koperrandbladroller (Hübner, 1813)
- C. indica Razowski, 1968
- C. insipida Razowski, 1990
- C. laetana Razowski, 1984
- C. letitia Gates Clarke, 1968
- C. lorana (Zeller, 1877)
- C. lutosa Razowski, 1967
- C. maestana Kennel, 1899
- C. magnaedoeagana Gibeaux, 1985
- C. methoeca Razowski & Becker, 1986
- C. militariana Derra, 1990
- C. molliculana - Dubbelkelkbladroller Zeller, 1847
- C. morosana Kennel, 1899
- C. mystes Razowski, 1990
- C. nana - Vroege dwergbladroller (Haworth, 1811)
- C. obtrusa Razowski & Becker, 1983
- C. olivana Razowski, 1967
- C. pallidana - Zandblauwbladroller Zeller, 1847
- C. philypna Razowski & Becker, 1994
- C. piana (Kennel, 1919)
- C. posterana - Roodtipbladroller Zeller, 1847
- C. pruinosana (Zeller, 1877)
- C. psychrasema (Meyrick, 1937)
- C. ringsi Metzler, 1999
- C. rosaria Razowski & Becker, 1993
- C. roseana - Roze bladroller (Haworth, 1811)
- C. sagittigera Razowski & Becker, 1983
- C. salebrana (Mann, 1862)
- C. sannitica Trematerra, 1995
- C. securifera Razowski & Becker, 1983
- C. similana Razowski, 1964
- C. submissana (Zeller, 1877)
- C. telephora Razowski & Becker, 1994
- C. tephrodrypta Razowski, 1984
- C. torva Razowski & Becker, 1983
- C. typhilinea Razowski, 1984
- C. unicolorana Mabille, 1900